# 隆加诺
隆加诺（義大利語：Longano），是意大利伊塞尔尼亚省的一个市镇。总面积27平方公里，人口735人，人口密度27.2人/平方公里（2009年）。ISTAT代码为094024。